# Slavoj Bednář
Slavoj Bednář (ur. 21 grudnia 1980 r.) – czeski kulturysta, mistrz świata.

## Życiorys
Jego miastem rodzinnym jest Hradec Králové, położony w północnej części Czech. Ma brata, Vojtę.
Treningi siłowe rozpoczął jako szesnastolatek. W branży kulturystycznej udziela się od drugiej połowy lat dziewięćdziesiątych. W kwietniu 1998 roku brał udział w mistrzostwach Czech juniorów. Ponownie wziął w tym zawodach udział trzy lata później − wywalczył wtedy złoty medal w kategorii wagowej do 80 kg. W grudniu 2001 roku walczył o tytuł mistrza świata amatorów; w kategorii 80 kg+ zajął drugie miejsce na podium. W roku 2005 wywalczył srebro na zawodach Aminostar Cup (w kategorii wagowej przekraczającej 90 kg). W 2008 został mistrzem Czech w kulturystyce i fitness; zawody organizowała federacja NABBA.
Dwukrotnie, w roku 2012 i 2013, zajął pierwsze miejsce w prestiżowych zawodach Mr Universe (w kategorii Medium-Tall). W 2015 zdobył dwa złote medale: podczas zawodów Lee Priest Pro Am oraz w Mistrzostwach Świata federacji NABBA. W 2016 powtórzył sukces na Mistrzostwach Świata, uzyskując kolejne złoto.
Od 2012 roku żonaty z Magdaléną Bednářovą. Ma dwoje dzieci.